# Суслов, Виктор Иванович (российский экономист)
Ви́ктор Ива́нович Су́слов (род. 22 сентября 1949 года) — российский экономист, член-корреспондент РАН (30.05.1997), профессор кафедры применения математических методов в экономике и планировании Новосибирского университета, заместитель директора по науке и заведующий Лаборатории моделирования и анализа экономических процессов Института экономики и организации промышленного производства СО РАН, секретарь Высшего экономического совета Сибирского федерального округа.
Окончил экономический факультет Новосибирского университета (1971), экономист-математик. После преподавал там же «Моделирование экономики» и «Эконометрию».
Член редакционной коллегии «Журнала Сибирского федерального университета. Серия: Гуманитарные науки».
По его мнению: «Экономические теории, в определённой мере, „красивый бантик“, который богатое правительство позволяет себе иметь для престижа. Экономическая наука на макроуровне обычно достаточно далека от практики. Экономические теории — они правильные, но в какой-то конкретной ситуации при определённом наборе условий, но никто не может сказать, такая это ситуация или нет».

## Основные произведения
- Измерение и анализ региональной материалоёмкости производства. Новосибирск: Наука, 1982;
- Измерение эффектов межрегиональных взаимодействий: модели, методы, результаты. Новосибирск: Наука, 1991;
- От макроэкономического прогноза — к транспортной стратегии России // ЭКО. 2004. № 5.

## Публикации
- Коалиционный анализ многорегиональных систем: теория, методология, результаты анализа : (СССР накануне распада) : Науч. докл. / А. Г. Гранберг, В. И. Суслов; Рос. АН, Сиб. отд-ние, Ин-т экономики и орг. пром. пр-ва. — Новосибирск : ИЭИОПП, 1993. — 63 с. : граф.; 20 см.
- Комплекс расчётов по двухзональному материально-финансовому балансу «Россия-остальная часть бывшего СССР» : Метод. схемы и модели / В. И. Суслов. — Новосибирск : ИЭИОПП, 1993. — 31,[1] с.; 21 см. — (Препринт. Рос. АН, Сиб. отд-ние, Ин-т экономики и орг. пром. пр-ва; N 93).
- Инновационный потенциал научного центра: методологические и методические проблемы анализа и оценки : [монография] / [В. И. Суслов и др.]; отв. ред. В. И. Суслов ; Российская акад. наук, Сибирское отд-ние, Ин-т экономики и орг. пром. пр-ва. — Новосибирск : Сибирское науч. изд-во, 2007. — 275 с. : ил., табл., цв. ил.; 22 см; ISBN 978-5-91124-013-4
- Проектная экономика в условиях инновационного развития: концепция, модели, механизмы / [Суслов В. И и др.] ; Ин-т экономики и орг. пром. пр-ва Сибирского отд-ния Российской акад. наук. — Новосибирск : Ин-т экономики и орг. пром. пр-ва Сибирского отд-ния Российской акад. наук, 2009. — 142, [1] с. : ил., табл.; 20 см.

### Учебные пособия
- Задачи по моделированию социалистической экономики: (Учеб. пособие) / В. И. Суслов, А. Г. Рубинштейн; М-во высш и сред. спец. образования РСФСР. Новосиб. гос. ун-т. — Новосибирск : [б. и.], 1976-. — 20 см. Ч. 1. — 1976. — 35 с. : ил.
- Суслов В. И., Ибрагимов Н. М., Талышева Л. П., Цыплаков А. А. Эконометрия: Учебное пособие. — Новосибирск: Издательство СО РАН, 2005. — 744 с.
- Анализ временных рядов : учебное пособие для студентов высших учебных заведений, обучающихся по направлению «Экономика» / В. И. Суслов [и др.] ; ФАНО, Новосибирский гос. ун-т, Экономический фак. — Новосибирск : НГУ, 2006. — 207 с. : табл.; 29 см; ISBN 5-94356-457-8
- Введение в социально-экономическую статистику : учеб. пособие для студентов вузов, обучающихся по направлению «Экономика» / В. И. Суслов, Н. М. Ибрагимов ; Федер. агентство по образованию, Новосиб. гос. ун-т, Экон. фак. — Новосибирск : Новосиб. гос. ун-т, 2006 (Новосибирск : РИЦ НГУ). — 134 с. : ил., табл.; 29 см; ISBN 5-94356-352-0
- Эконометрия: регрессионный анализ: учеб. пособие для студ. вузов … по направлению «Экономика» / В. И. Суслов [и др.]; ФАО, Новосиб. гос. ун-т, Экон. фак. (Экфак). — 3-е изд., перераб. и доп. — Новосибирск : Новосиб. гос. ун-т, 2006 (Новосибирск : РИЦ НГУ). — 141 с. : ил.; 29 см; ISBN 5-94356-353-9